# Ranst
Ranst este o comună din regiunea Flandra din Belgia. Comuna este formată din localitățile Ranst, Broechem, Emblem și Oelegem. Suprafața totală a comunei este de 43,58 km². La 1 ianuarie 2008 comuna avea 18.061 locuitori. 
Ranst se învecinează cu comunele Schilde, Zoersel, Wommelgem, Zandhoven , Boechout, Lier și Nijlen.

## Localități înfrățite
- Germania: Herbstein.

1. ↑  Crossroad Bank of Enterprises, accesat în 13 iulie 2023